# Seton Portage Historic Provincial Park
Der Seton Portage Historic Provincial Park ist ein 0,7 ha großer Provincial Park in der kanadischen Provinz British Columbia und der zurzeit kleinste der Provincial Parks in British Columbia. Der Park liegt in der Ansiedlung Seton Portage im Squamish-Lillooet Regional District, etwa 70 km westlich von Lillooet.
Abweichend vom vorherrschenden Schutzzweck des Naturschutzes der anderen Provincial Parks, dient dieser Park der Erhaltung einer historischen Stätte. Da es sich um einen Park der Kategorie Class C handelt, wird er abweichend von den anderen Provincial Parks in British Columbia nicht von der Parkverwaltung BC Parks betreut, sondern von einem privaten Betreiber.
Seit der Verabschiedung/Änderung des ‚Heritage Conservation Act‘ ([RSBC 1996] CHAPTER 187) werden diese „Historic Provincial Parks“ schrittweise bei BC Parks ausgegliedert und als ‚Provincial Heritage Properties‘ der lokalen Verwaltung unterstellt. Aktuell sind nur noch zwei historische Provinzparks übrig. Neben dem Seton Portage Historic Provincial Park ist dies der Morden Colliery Historic Provincial Park.

## Anlage
Der Park liegt zwischen einer Eisenbahnstrecke der Canadian National Railway und einer Straße, auf einem schmalen Landstück zwischen dem Anderson Lake und dem Seton Lake.

## Geschichte
Der Seton Portage Historic Provincial Park ist eine Gedenkstätte für die erste Eisenbahn in British Columbia. Die nur drei Kilometer lange Strecke wurde 1861 im Zuge des Fraser-Goldrauschs errichtet, um Güter und Personen zwischen zwei Seen zu transportieren, auf denen der Verkehr per Kanu stattfand. Die Portage war den einheimischen Indianern seit tausenden Jahren bekannt. Der erste Weiße, der sie nachweislich benutzte, war Alexander Anderson, der von 1836 bis 1839 im Auftrag der Hudson Bay Company einen Pelzhandelsstützpunkt aufbaute und die Region kartierte.
Der Provincial Park wurde am 11. April 1972, mit einer Größe von 1,69 Acre, eingerichtet. Das Grundstück auf dem sich der Park befindet, wurde der Provinz von der British Columbia Railway überlassen. Im Jahr 2000 wurde der Schutzstatus des Parks gesetzlich geändert.

## Aktivitäten
An touristischer Infrastruktur findet sich im Park nur eine kleine Information. Einrichtungen zur Erholung sind nicht vorhanden.